# 喬治·布朗
喬治·布朗（法語：Georges Blanc，法語發音：[ʒɔʁʒ blɑ̃]；1943年1月2日—）出生於法國奥弗涅-罗讷-阿尔卑斯大区安省的布雷斯地區布爾格，他是法式料理的廚師、酒店、餐馆、酒莊的經營者，並且擁有米其林指南三星評鑑、戈和米約四頂高帽，是法國當代著名的烹飪代表人物。

## 生平
喬治·布朗出生在餐廳世家，祖母埃莉薩·布朗，早在1933年就已經獲得米其林指南二星評鑑，他的父親是讓·維克托·布朗（法語：Jean Victor Blanc）在1934年和綽號Paulette的保羅·蒂瑟朗（法語：Paule Tisserand）結婚，婚後保爾·布朗在埃莉薩的指導之下，完整保留下家族餐廳的風味，1943年1月2日喬治·布朗出生，6年後埃莉薩·布朗與世長辭，家族事業由讓·維克多·布朗和保爾·布朗繼續經營。
喬治·布朗少年生活對於烹飪沒有特別的興致，反而嚮往航空業和旅行事業，不過他還是很務實的在托農萊班酒店學校完成基本學業，畢業後在法國航空擔任酒店學校的實習管家，1965年時又重新接觸烹飪，於是在廿五歲的1968年時，回到家中接替廚房的工作，1970年代初期他只是維持家族的基本形式，後來憑藉著他對於烹飪的熱情，以及個人對於葡萄酒的喜愛，於是將老屋徹底翻修，而且有一個絕佳的酒窖，共收藏十三萬隻紅酒、來自於三千多個不同的產區。
1970年起喬治·布朗事業快速起飛；當年參加法國最佳侍酒師比賽獲得第三名，1981年獲得米其林三星評鑑、戈和米約年度最佳廚師，1985年來自於他對於葡萄酒的愛好，喬治·布朗在勃艮第種植十七公頃的葡萄園，依照自己喜愛的類別，生產四款不同風味的葡萄酒，年產量可達十五萬瓶。
1990年喬治·布朗事業越做越大，除了買下整個城鎮以外，還收購了幾間餐廳和酒店，而且他的酒店也是羅萊夏朵聯盟會員，都以精緻的餐點和服務著稱，他已經走出廚房變成企業家，旗下有兩百多名員工，還包含自己的兒子弗雷德里克·布朗（法語：Frédéric Blanc），仍然繼續在這個家族經營烹飪事業。喬治·布朗的創業店是最資深的米其林星級餐廳，從祖母埃莉薩·布朗於1929年獲得米其林指南一星評鑑開始，這家星級餐廳已經營業超過九十餘年。

## 著作
- 1981年 《我的食譜》（法語：Mes recettes）
- 1982年 《勃艮第美食》（法語：La Cuisine de Bourgogne）
- 1984年 《我的季節性廚房》（法語：Ma cuisine des saisons）1994年再版、1999年再版
- 1987年 《盤子上的自然風味》（法語：La Nature dans l’assiette）
- 1988年 《四季白皮書》（法語：Le Livre blanc des quatre saisons）
- 1989年 《布朗家》（法語：Les Blanc）
- 1991年 《大家禽書》（法語：Le Grand Livre de la volaille）2006年再版
- 1993年 《隨機從叉子》（法語：Au hasard de la fourchette）1996年再版
- 1995年 《從葡萄藤到盤子》（法語：De la vigne à l'assiette）
- 1999年 《喬治·布朗和他的家人一起做飯。來自偉大廚師的食譜、秘訣和建議》（法語：Georges Blanc cuisine en famille. Recettes, secrets et conseils d'un grand chef）
- 2000年 《我們母親的廚房》（法語：La Cuisine de nos mères）
- 2003年 《今天特別》（法語：Plat du jour）
- 2004年 《味覺盛宴。喬治·布朗的主要地標》（法語：Fête des saveurs. Le meilleur de Georges Blanc）
- 2008年 《布朗的生活》（法語：La Vie en Blanc）
- 2009年 《最簡單的最好》（法語：Le Plus Simple du meilleur）
- 2017年 《最好的家禽》（法語：Le Meilleur de la Volaille）
- 2019年 《黃金邂逅》（法語：Des Rencontres en Or）
- 2021年 《今天50位明星看到明天的美食》（法語：La cuisine de demain vue par 50 étoiles d’aujourd’hui）

## 傑出學徒
- 帕特里克·亨利魯，米其林指南二星評鑑主廚、戈和米約四頂高帽
- 布魯諾·奧格，米其林指南二星評鑑主廚
- 丹尼爾·布盧德，米其林指南二星評鑑主廚
- 費蘭·阿德里亞

## 受獎
- 1981年 米其林指南
- 1981年 戈和米約年度最佳廚師
- 1985年 戈和米約
- 1993年 法國國家功績勳章
- 1993年 農業功勳勳章指揮官
- 2002年 學術棕櫚勳章
- 2004年 藝術與文學勳章指揮官
- 2008年 法國榮譽軍團勳章指揮官
- 2019年 法國最佳工匠獎

## 相關連結
- 喬治·布朗官方網站 （页面存档备份，存于）
- 米其林指南的喬治·布朗 （页面存档备份，存于）
- 羅萊夏朵的喬治·布朗 （页面存档备份，存于）